# 红翅穗鹛
红翅穗鹛（学名：Stachyris erythroptera），是画眉科穗鹛属的一种，分布于文莱、缅甸、越南、泰国、印度尼西亚、马来西亚和新加坡。该物种的保护状况被评为无危。
红翅穗鹛的平均体重约为12.6克。栖息地包括种植园、亚热带或热带的湿润低地林、亚热带或热带的（低地）湿润疏灌丛、亚热带或热带的沼泽林和亚热带或热带的红树林。